# Stadskantoor Delft
Het stadskantoor van de Zuid-Hollandse stad Delft is een multifunctioneel gebouw aan de rand van het historische centrum. Het gebouw omvat de kantoren en de publiekshal van de gemeente, de stationshal en de ondergrondse perrons van station Delft en een fietsenstalling. Het stationsgedeelte werd in 2015 in gebruik genomen. De kantoren, de publiekshal en de stationshal zijn ontworpen door architectenbureau Mecanoo, de ondergrondse perrons en de daaraan gekoppelde fietsenstalling zijn ontworpen door Benthem Crouwel Architekten. 

## Ontwerpopdracht
Tegen het eind van de 20ste eeuw begon de gemeente Delft zich in te spannen om het toenmalige spoorwegviaduct dat de stad doorkruiste, te vervangen door een spoortunnel. In 1999 presenteerde de Spaanse stedenbouwkundige Joan Busquets een stedenbouwkundig plan voor de Spoorzone, die niet alleen voorzag in een tunnel met plaats voor vier sporen in een nieuw te bouwen stationsgebouw, maar ook in een complete herziening van het hele gebied langs het spoor. 
Voor het ontwerp van het nieuwe station/stadskantoor werden begin 2006 vier architectenbureaus uitgenodigd om een schetsontwerp te maken:
- Dirk Jan Postel en Kraaijvanger Urbis uit Rotterdam
- Mecanoo Architecten uit Delft
- Rudy Uytenhaak Architectenbureau uit Amsterdam
- Soeters Van Eldonk Ponec uit Amsterdam.

Een procedure waarin zowel een selectiecommissie als een panel van inwoners van Delft het beste schetsontwerp mochten kiezen, leverde twee winnaars op: Uytenhaak en Soeters. Het college van burgemeester en wethouders van Delft besloten beide bureaus te vragen hun plan verder uit te werken om op basis daarvan een definitieve winnaar te bepalen. Drie van de deelnemende bureaus spanden daarop een kort geding tegen de gemeente Delft aan, om uiteenlopende redenen. De gemeente trok vervolgens het voornemen tot gunning in en kondigde aan de vier ontwerpen opnieuw te beoordelen. Soeters maakte hiertegen bezwaar. In een kort geding betoogde hij dat hij en Uytenhaak helemaal niet gelijk waren geëindigd maar dat hij, zij het met een miniem verschil, de selectieprocedure had gewonnen. De rechter wees de eis van Soeters af en de gemeente Delft kon de vier ontwerpen opnieuw beoordelen. Nadat ook de herbeoordeling geen winnaar opleverde, startte de gemeente in april 2007 een vervolgprocedure: alle vier architecten kregen de gelegenheid hun ontwerpen te 'vervolmaken'. In juli 2007 ging de ontwerpopdracht voor stadskantoor en station definitief naar Mecanoo Architecten. Het ondergrondse deel van het station kende met ProRail echter een andere opdrachtgever dan het bovengrondse deel en het stadskantoor. Dit deel van het station is uiteindelijk ontworpen door Benthem Crouwel Architekten. Dat bureau was al sinds 2001 bij het project betrokken.
In verband met het stadskantoor deed burgemeester Bas Verkerk in februari 2007 bij de politie aangifte van het lekken van vertrouwelijke gegevens. De in een besloten vergadering gedane mededeling dat de investeringskosten van het nieuwe stadskantoor ongeveer 90 miljoen euro zouden bedragen was namelijk bekend geworden via de AD Haagsche Courant.

## Ontwerp
Over een oppervlakte van 7.700 vierkante meter is op het plafond van de stationshal een Delftsblauwe plattegrond van Delft uit 1876 op de lamellen geprint.
Het ondergrondse station heeft daglicht op de perrons, via een koepel in het dak van de stationshal.

## Bouw
Het stadskantoor werd gedeeltelijk gepland op de plek van het oude spoorwegviaduct. Op vrijdag 19 september 2014 werden het ondergrondse station en de nieuwe stationshal door de betrokken bouwers opgeleverd aan opdrachtgever ProRail. Omdat het oude viaduct nog op 22 februari 2015 in gebruik was, een week voor de ingebruikname van de nieuwe spoortunnel en het nieuwe station, kon het stadskantoor niet in een keer worden afgemaakt, maar werd het gebouwd in twee fasen. In 2017 werd het gebouw in zijn geheel opgeleverd. 

## Overig
Bij het station/stadskantoor zijn geen parkeerplaatsen. Voor fietsen van medewerkers van het stadskantoor werd in 2016 een ondergrondse fietsenstalling gebouwd.

## Prijzen
Vanwege zijn duurzaamheid ontving het ontwerp in 2009 de Good Green Design Award. Zo maakt het gebouw onder andere gebruik van een warmte- en koudeopslaginstallatie voor het koelen en opwarmen van het gebouw, en door de glazen gevels komt er voldoende licht binnen om te besparen op verlichtingskosten. Op het dak bevinden zich zonnepanelen. In 2015 kreeg het gebouw de Max Schreuderprijs, een vakprijs van het Centrum voor Ondergronds Bouwen (COB). 